# Vandegrift (Schiff)
Die USS Vandegrift (FFG-48) ist eine Fregatte der United States Navy und gehört der Oliver-Hazard-Perry-Klasse an. Sie wurde nach General Alexander A. Vandegrift benannt, einem Marine, der unter anderem Commandant of the Marine Corps war.

## Geschichte
FFG-48 wurde 1980 in Auftrag gegeben und im Mai 1983 bei Todd Pacific Shipyards auf Kiel gelegt. Nach einem Jahr lief die Fregatte vom Stapel und wurde getauft. Am 24. November 1984 wurde die Vandegrift in Dienst gestellt.
Der erste Einsatz des Schiffes begann Anfang 1987 und führte die Vandegrift einmal rund um den Globus. Im Indischen Ozean fuhr sie mit der Kitty Hawk und wurde vom pakistanischen Präsidenten Mohammed Zia ul-Haq bei einer Demonstrationsfahrt beobachtet. Die Fregatte erreichte ihren Heimathafen Long Beach, Kalifornien im Juni. Ein Jahr später begann der nächste Einsatz, während dessen die Vandegrift Einsätze im Rahmen der Operation Earnest Will fuhr.
1990 nahm sie an Operation Desert Shield teil, auch 1992 führte es das Schiff in den Persischen Golf. Auch 1994/1995 fuhr das Vandegrift im Golf und dem Indik, zuerst mit der Constellation, dann zu U-Jagd-Übungen mit der Lake Erie gegen die Topeka.
Heute ist die Vandegrift in San Diego stationiert, wo sie bereits ab 1993 beheimatet war. Sie wurde 2006 vom Stützpunkt in Yokosuka, Japan, verlegt. Dort wurde sie von dem moderneren Zerstörer Mustin der Arleigh-Burke-Klasse ersetzt. Noch aus Japan heraus war die Vandegrift 2003 das erste Schiff seit dem Ende des Vietnamkrieges, das vietnamesische Gewässer befuhr, als sie einen Besuch in Saigon antrat.
2006 nahm die Fregatte als Teil der Kampfgruppe um die Kitty Hawk an der Übung Valiant Shield teil. 2010 verlegte die Vandegrift allein in den Westpazifik.

## Sonstiges
Spiegel Online berichtete 2012, dass der Kapitän nach einer Sauftour abgelöst worden sei.